# Campos Lindos

Campos Lindos este un oraș în Tocantins (TO), Brazilia.